# Mayoriano
Julio Valerio Mayoriano (en latín, Iulius Valerius Maiorianus; c. noviembre de 420-7 de agosto del 461) fue emperador romano de Occidente entre abril de 457 y el 2 de agosto del 461.

## Biografía

### Primeros años
Gracias a los datos proporcionados por personajes contemporáneos como Hidacio, el Conde Marcelino, Prisco o Juan de Antioquía se conocen los períodos y acontecimientos de su reinado. Muy clarificador es también el panegírico que le dedica en vida el poeta galorromano Sidonio Apolinar.
Mayoriano nace en algún momento posterior al año 420. Ligado a un linaje de tradición militar dentro del Imperio, su abuelo había sido magister militum durante el reinado de Teodosio I y comandante en jefe de las tropas estacionadas en Iliria. Sus padres fueron personalidades cercanas al magister militum Flavio Aecio. Fue bajo este personaje cuando Mayoriano se inició en la carrera militar. Es posible que tuviera algún tipo de participación en la Batalla de Châlons y combatió a los francos en las campañas de Aecio contra el rey Clodión.
Para la década del 450, la influencia de Mayoriano había logrado ser lo suficientemente grande como para que el emperador Valentiniano III considerara casarlo con su hija Licinia Eudoxia. Valentiniano carecía de herederos y es posible que creyera que vinculando a Mayoriano con la familia real podría contrarrestar la gran influencia de Aecio. Esto chocó con los intereses del propio Aecio, que pretendía casar a su propio hijo Gaudencio con Licinia Eudoxia; posiblemente debido a las intrigas del magister militum, Mayoriano fue expulsado de la corte.
No fue hasta el año 454 que Mayoriano pudo volver a la vida pública. Ese mismo año, el emperador asesinó a Aecio, temeroso del gran poder que había ganado. El mismo Valentiniano será asesinado por hombres leales a Aecio en el año 455. Se desató una lucha sucesoria entre Mayoriano, el influyente senador Petronio Máximo de Roma, y Domnino. Mayoriano consiguió el apoyo de la viuda de Valentiniano, de su hija, y de Ricimero. Sin embargo, Petronio Máximo logró imponerse al forzar a la viuda de Valentiniano a casarse con él, siendo reconocido emperador por el Senado romano. Se ganó la lealtad de Mayoriano al nombrarlo comes domesticorum, comandante en jefe de la guardia imperial. Para su desgracia, su gobierno duró muy poco, pues los vándalos de Genserico, al enterarse del asesinato de Valentiniano, desembarcaron en Italia y marcharon hacia Roma, saqueándola ese mismo año. Petronio Máximo fue sucedido por el noble galorromano Avito, el cual fue proclamado emperador con el respaldo de los visigodos, siendo reconocido in absentia por el Senado.
Mayoriano y su asociado Ricimero respaldaron, en un principio, el reinado de Avito. Mas este comenzó a perder el apoyo de la aristocracia romana y, aprovechando las revueltas contra él, Mayoriano y Ricimero se rebelaron contra su autoridad. Avito huyó al norte para tratar de reunirse con sus seguidores galorromanos y visigodos, pero fue derrotado cerca de Plasencia por Ricimero. Avito fue obligado a abdicar y a tomar los hábitos, a cambio de conservar su vida.
Corría el año 457 y la falta de autoridad reinaba en el Imperio occidental. El emperador oriental Marciano había fallecido, de manera que existía un vacío de poder. El nuevo emperador de Oriente, León I, no designó a nadie para el trono, aunque sí recompensó a Mayoriano y a Ricimero otorgándoles a ambos el título de magister militum, y al segundo el título de patricio.

### Ascenso al trono

#### Campañas en la Galia
Aprovechando la situación de debilidad, los alamanes penetraron a través de Recia invadiendo Italia. Mayoriano envió al comes Burco al mando de un ejército que los derrotó cerca del lago Maggiore. La victoria fue atribuida a la acción de Mayoriano, y el 1 de abril fue proclamado emperador por el ejército a las afueras de Rávena[cita requerida]. En un principio, León I se negó a aceptar el nuevo puesto de Mayoriano, posiblemente porque deseaba reinar en solitario, sin embargo, llegado el año 458 parecía haber reconocido su autoridad, en tanto ambos ejercieron el consulado conjuntamente en dicho año.
En el momento de su ascenso como emperador, lo cierto es que la autoridad del Imperio occidental se limitaba a la península itálica. Desde la deposición de Avito, una gran parte[¿cuántos?] de la aristocracia galorromana seguía reconociéndolo como el auténtico emperador, los visigodos tampoco aceptaban su mando y se habían apoderado de gran parte de Hispania, y el norte de África seguía en posesión de los vándalos, los cuales bloqueaban el tráfico marítimo romano del Mediterráneo.
En verano del año 458, los vándalos arriban en Campania y comienzan a devastar la región. Mayoriano dirigió un ejército personalmente y los derrotó cerca de Sinuessa. Los persiguió y los devolvió a sus barcos, logrando eliminar a su comandante, un hermanastro del rey Genserico.
Tras consolidar su posición en Italia, Mayoriano se decidió a recuperar el control sobre la Galia. Incluso la ciudad de Lugdunum rechazó a Mayoriano y aceptó la soberanía de los burgundios. Para finales del 458, Mayoriano entró en la Galia y nombró a Egidio y a Nepociano comes et magister utriusque militiae. Consiguió derrotar a los visigodos en la Batalla de Arelate, les forzó a abandonar la Septimania y los devolvió a su estatus de foederati. Hispania pasó también a estar bajo el control del Imperio occidental de nuevo; Egidio, nombrado como magister militum per Gallias, envió emisarios a los principales rincones de Hispania para anunciar el nuevo tratado entre el Imperio y el rey visigodo Teodorico II.
Mayoriano penetró después por el valle del Ródano y derrotó a los burgundios, recuperando el control sobre Lugdunum y acabando con las bagaudas de la región.

#### Campaña contra los vándalos
El siguiente objetivo de Mayoriano fue la recuperación del norte de África. Esta provincia había pasado a manos de los vándalos después de que estos la conquistaran en tiempos del emperador Honorio. Tras tomar Cartago, los vándalos se hicieron con la importante flota allí estacionada y comenzaron a realizar razias sobre la costa italiana y las islas del Mediterráneo, y a paralizar con sus incursiones el comercio marítimo. Peor aún, se habían apropiado del mayor suministrador de grano del Imperio occidental.
Acorde a lo relatado por el historiador Procopio de Cesarea, Mayoriano visitó África disfrazado para conocer de primera mano el potencial de los vándalos y se presentó como emisario del Imperio ante Genserico. Mayoriano construyó una flota de trescientos buques para la reconquista de África.
Mayoriano envió al comes Marcelino, gobernador de Dalmacia, con un ejército compuesto por hunos para recuperar el control de Sicilia, que había sido tomada por los vándalos. Hasta entonces, Marcelino había sido independiente de facto y no reconocía la autoridad de Mayoriano.
En un principio, los ejércitos imperiales, liderados por el magister militum Nepociano y el comes Sunierico lanzaron una campaña contra los suevos, asentados en la región de la Gallaecia en Hispania. Después, Mayoriano partió hacia Tolosa, donde en mayo del 460 firmó una alianza con Teodorico II. Genserico, temeroso de una invasión imperial, trató de firmar la paz con Mayoriano, pero este rechazó cualquier tratado. Genserico se preparó para un posible desembarco arrasando la provincia de Mauretania y haciendo acopio de naves.
Para ese año, Nepociano y Sunierico derrotaron a los suevos cerca de Lucus Augusti (la actual Lugo). A principios del año 461, Mayoriano penetró en Hispania con un ejército, pasando por Caesaraugusta donde celebró una ceremonia de adventus y llegó a la Cartaginense, donde su flota se reunió en el Portus Illicitanus (cerca de lo que hoy en día es Elche). En la Batalla de Cartagena, los vándalos consiguieron destruir la flota romana gracias a traidores dentro de las filas romanas, destruyendo o capturando la mayor parte de la flota.

El Imperio romano de Occidente en el año 460, con las campañas de Mayoriano.

### Política interna
Uno de los elementos más destacados de la política interna de Mayoriano fueron las denominadas «Novellae Maioriani», incluidas dentro de una colección sobre el Derecho romano titulada Breviarium y compilada en tiempos del rey visigodo Alarico II. Las leyes que se preservan son:
Uno de los principales intereses de Mayoriano fue acabar con la evasión fiscal de las élites senatoriales, la cual había provocado problemas a los pequeños propietarios, ciudadanos y magistrados locales.
Mayoriano acuñó monedas en oro, plata y bronce. El emperador fue representado con un yelmo, lanza, escudo y un crismón. Los primeros sólidos acuñados se realizaron, probablemente, en Rávena empleando los modelos del antiguo emperador Honorio, representando conjuntamente a Mayoriano y a León I para conmemorar la aceptación de León I de su gobierno. 

### Deposición y muerte
Sin flota, decidió firmar la paz con Genserico, posiblemente reconociendo la autoridad de los vándalos sobre Mauretania. En su camino de regreso a Italia, Mayoriano se detuvo en Arelate.
Durante la ausencia de Mayoriano, Ricimero comenzó a atraer sobre sí a la oposición al gobierno del emperador y a instigar contra él. Estando un tiempo en Arelate, Mayoriano disolvió su ejército de bárbaros y regresó con una pequeña guardia a Roma. Ricimero acudió a su encuentro con un ejército, encontrándose ambos en Tortona, cerca de Placentia. El magister militum anunció su deposición y lo arrestó en el día del 3 de agosto del 461. Le fueron retiradas sus insignias imperiales, y fue encarcelado y torturado durante cuatro días. Según Juan de Antioquía, al quinto día fue decapitado cerca del río Iria, mientras que la versión de Procopio afirma que falleció de disentería.
Tres meses después de la muerte de Mayoriano, Ricimero regresó a Roma y ascendió a su propio emperador-títere, Libio Severo, un senador sin apenas influencia militar o política, posiblemente para complacer a la aristocracia romana senatorial. El nuevo emperador no fue reconocido en Oriente y tampoco por los antiguos generales de Mayoriano que ahora gobernaban en el Imperio occidental: Egidio en la Galia, Nepociano en Hispania o Marcelino en Sicilia y Dalmacia.
Mayoriano fue el autor de un gran número de leyes, recogidas en el Código Teodosiano. Redujo todos los impuestos y su tasación futura fue puesta en las manos de los funcionarios locales. Restableció la institución de los defensores, que debían proteger a los pobres e informar al emperador de los abusos cometidos en su nombre. La práctica de tirar abajo los monumentos antiguos para utilizarlos como material de construcción fue prohibida terminantemente. También aprobó leyes contra la ordenación obligatoria y los votos de celibato prematuros.

## Evaluación de su mandato
Mayoriano fue realmente el último emperador de Occidente que intentó restaurar algo del antaño poderío romano y proteger al Imperio romano de Occidente de la desaparición. Debido a que todas sus acciones estaban supeditadas a Ricimero, Mayoriano resultó ser demasiado independiente y descarado para Ricimero, que deseaba colocar a alguien en el trono más "manejable", eso sumado al prestigio que tenía de militar victorioso y sus ambiciones de conquistar el reino vándalo, hizo que Ricimero hiciera fracasar su expedición y acabó rebelándose y asesinándolo, aunque también se dice que pudo morir de disentería.
Edward Gibbon escribió de él en su clásico Historia de la decadencia y caída del Imperio romano: «Mayoriano nos brinda el feliz hallazgo de un carácter grande y heroico, tal como algunas veces surge, en una época de decadencia, para vindicar el honor de la especie humana».